# IDAS

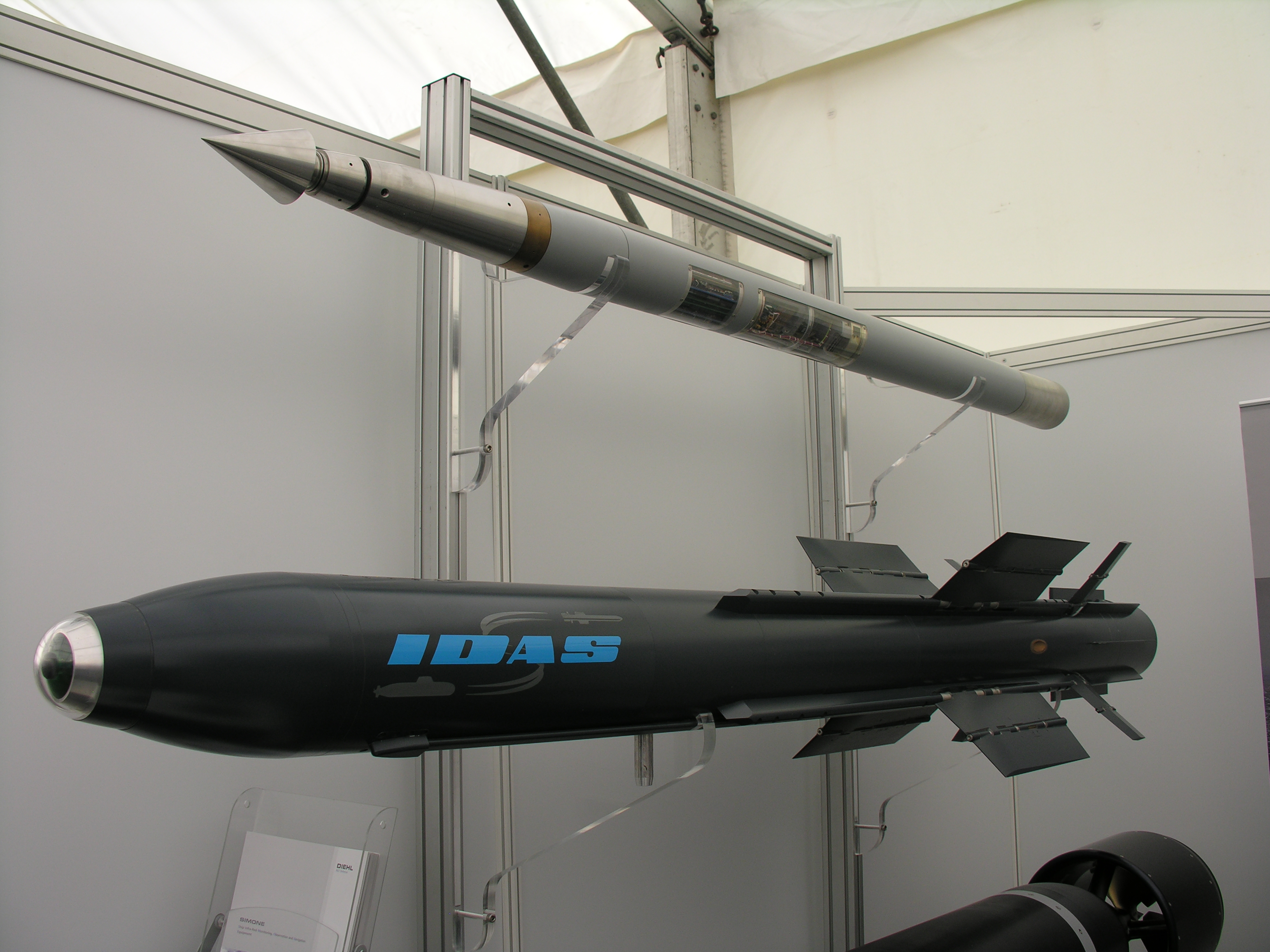
Ракета подводного старта IDAS и торпеда Барракуда на выставке TechDemo’08, 2008

IDAS (нем. Interactive Defence and Attack System for Submarines) — многофункциональная ракета подводного старта, разработанная немецкой фирмой Arge IDAS[уточнить], с участием Diehl BGT Defence.

## Характеристики
Конструкция базируется на основе ракеты «воздух-воздух» IRIS-T.
IDAS предназначена для вооружения малых подводных лодок, например, проекта 212А (Германия). Отличием её является возможность поражения не только кораблей (режим «море-море»), но и объектов на суше (режим «море-земля») и воздушных целей, в частности вертолётов (режим «море-воздух»).
Дальность полёта составляет около 20 км. 
При этом ракета стартует из носовых пусковых аппаратов, часть своего движения осуществляет под водой, а после выхода на поверхность — летит по воздуху.
Ракета оснащена инфракрасной ГСН. 
Длина ракеты — 2,5 м, калибр — 240 мм, диаметр — 180 мм, стартовая масса — 120 кг.